# Кировский, Александар
Александар Кировский (серб. Aleksandar Kirovski / Александар Кировски; 25 декабря 1990) — сербский футболист, вратарь команды «Црвена Звезда».

## Карьера

### Клубная
Начинал карьеру в «Земуне», в котором провёл 63 игры. С 1 июля 2011 года — игрок «Црвены Звезды».

### В сборной
В сборной до 19 лет выступал на чемпионате Европы 2009 года, провёл там все 4 матча. Матч против Турции отыграл «на ноль». Сейчас выступает за молодёжную сборную.

## Достижения
- Обладатель Кубка Сербии: 2011/12